# Sidymella sigillata
Sidymella sigillata es una especie de araña del género Sidymella, familia Thomisidae.

## Distribución
Esta especie se encuentra en Uruguay.

## Taxonomía
Fue descrita por Mello-Leitão en 1941.
Tratamiento taxonómico
La especie aparece registrada y publicada en Notas sobre a sistematica das aranhas com descrição de algumas novas especies Sul Ameicanas. Anais da Academia Brasileira de Ciências 13: 103–127.